# Elegantozoum
Elegantozoum is een kevergeslacht uit de familie van de boktorren (Cerambycidae). De wetenschappelijke naam van het geslacht werd voor het eerst geldig gepubliceerd in 2004 door Adlbauer.

## Soorten
Elegantozoum is monotypisch en omvat slechts de volgende soort:
- Elegantozoum teocchii Adlbauer, 2004